# Zelandoperla maungatuaensis
Zelandoperla maungatuaensis, comumente conhecida como plecoptera de Maungatua, é uma espécie de plecoptera endêmica da Nova Zelândia.
O inseto tem um tamanho de 2 cm de comprimento e provavelmente foi isolado por cerca de 2 milhões de anos.